# Su Nuraxi di Barumini
De Su Nuraxi di Barumini is een Nuraghische archeologische opgraving in Barumini, Sardinië, Italië. De Italiaanse archeoloog Giovanni Lilliu ontdekte een vergroeide stad onder een berg. Hij begon met opgravingen in de jaren 50.
Het complex is gecentreerd rond een drie verdieping-tellende toren, gebouwd tijdens de Nuraghecultuur (18e-3e eeuw v.Chr.). Sinds 1997 staat Su Nuraxi di Barumini ingeschreven op de werelderfgoedlijst van UNESCO.

Su Nuraxi, gezien vanaf de centrale toren naar het oosten toren.
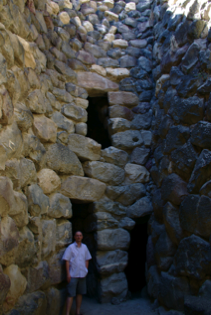
In de centrale toren. De man op de foto is 1,80 meter.